# Williamsport Outlaws
I Williamsport Outlaws sono stati una squadra di hockey su ghiaccio con sede a Williamsport, Pennsilvanya. Hanno militato nella Federal Hockey League.

## Storia
La squadra fu fondata col nome di New Jersey Outlaws nel 2011, ed aveva sede a Wayne, nel New Jersey. Fin dalla fondazione, militava nella Federal Hockey League, che si è aggiudicata al suo primo anno, nel 2011-2012.
Dopo essersi aggiudicata il primo titolo, la squadra si è trasferita a Williamsport, assumendo la nuova denominazione. Nel gennaio 2013 la squadra sospese le attività, venendo dapprima rinominata Pennsylvania Outlaws, poi Pennsylvania Blues, per essere poi sciolta definitivamente dopo soli 4 incontri.

## Affiliazioni
Nel 2011-2012 è stata farm team dei Trenton Titans, squadra che milita in ECHL. Nella stagione successiva sono invece stati farm team degli Elmira Jackals, sempre in ECHL.